# 碧瑤戰役
碧瑤戰役發生在1945年2月21日至6月30日，參戰的分別是美國、菲律賓及大日本帝國，它是美國收復呂宋島之最後一場戰役。

## 背景及計劃
當美國第14軍在馬尼拉、巴丹半島及科雷希多島與日軍激戰時，日本第14方面軍之主力在山下奉文大將的指揮下撤往呂宋島北部，這支被稱為尚武集團的部隊佔據了北部一個大型三角地帶，從東面的馬德雷山脈到西面的中科迪勒拉山脈，以及在北面的巴布延海峽岸邊，在呂宋北部形成一面盾牌。
在中央的卡加延河谷，是呂宋的主要稻米產區及日軍的主要供應基地，山下奉文集中了日軍第19師團、第23師團及另外3個師團的殘部（第103師團、第10師團及戰車第2師團）頑抗到底，其目的是阻延美軍的推進。
山下奉文預計美軍將從馬尼拉地區發起主要進攻以擴大戰果，特別是沿少數的公路經班邦及碧瑤進入卡加延河谷，亦可能沿北部海岸進行登陸行動。
2月底，美軍終於將日軍驅逐出馬尼拉，沃爾特·克魯格中將（3月初晉陞為上將）命令美國第1軍向呂宋北部進攻以消滅尚武集團，原本克魯格已計劃動用6個師向北經班邦進攻，但道格拉斯·麥克阿瑟上將強調首先要鞏固馬尼拉地區，因此在2月底，由韋夫將軍指揮的第1軍開始發起進攻。

## 戰事經過
1945年2月21日，韋夫將軍命令美軍第33步兵師從橋頭堡出擊，雖然要面對多一倍數量的日軍，但日軍採取的被動戰術令美軍更積極行動。
3月初，第33步兵師主力沿11號公路進入山區，向班邦推進，這條公路是快捷可到該市之道路，但進攻部隊很快便發現這條路被嚴密防守及進展甚少，同時該師其他單位從仁牙因灣出發，在北部海岸登陸及只遇到輕微抵抗，在攻佔在海岸的數個市鎮後及轉入佈陸後，其師長皮里斯·克拉森少將命令部隊從東北部沿9號公路進攻碧瑤--菲律賓的夏都及當時山下奉文的指揮部。 
為了支援進攻，克魯格命令美軍第37步兵師加入進攻，又召來空軍及菲律賓遊擊隊支援，終於擊敗陷於飢餓邊沿的日軍，美軍終於在4月27日佔領碧瑤。
日軍失去了防守三角地帶的其中一角，但呂宋島北部的戰事遠未結束。
直至戰爭結束，第6軍團繼續將山下奉文的部隊迫入山區，帶來嚴重傷亡，這時候，從雷伊泰島前來的美軍第32步兵師負責實施封鎖，沒有激烈的戰鬥，但守軍卻因飢餓及疾病而付出更慘重的傷亡。

## 總結

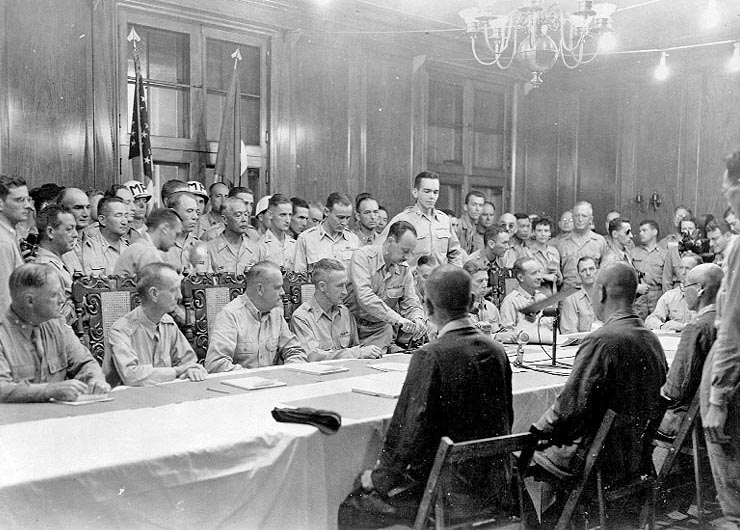
山下奉文大將 （坐在近桌中間）在1945年9月3日於約翰·海軍營的投降儀式上投降

到戰爭結束時，日軍仍堅守在呂宋北部的馬德雷山脈，8月15日日本無條件投降後，山下奉文在9月3日於碧瑤向盟軍投降。